# Arthur, malédiction
Arthur, malédiction és una pel·lícula de terror dirigida per Barthélemy Grossmann. És la quarta entrega dins de la saga de pel·lícules d'Arthur, la qual està basada en la saga de literatura infantil Arthur de Luc Besson, i una pel·lícula derivada de la trilogia.
És una pel·lícula independent, no és part de la mateixa continuïtat com les pel·lícules anteriors i s'ambienta en el món real on un grup d'adolescents, liderats per l'Alex, un fan de la saga de pel·lícules Arthur, descobreix la casa on es va filmar la trilogia. Tanmateix, aviat descobreixen que els éssers que van habitar el món dels Minimoys encara hi són.
La producció s'inicià en secret el 2020 a Normandia. És la primera pel·lícula de la saga Arthur en ser qualificada de "prohibida per espectadors menors de 12 anys" pel Centre national du cinéma et de l'image animée i la primera a ser filmada en llengua francesa.
L'estrena d'Arthur, malédiction està planificada per Apollo Films i EuropaCorp Distribution a França pel 29 de juny de 2022.

## Argument
L'Alex és un fan de la saga de pel·lícules Arthur des de la seva infantesa. Pel seu aniversari, els seus amics decideixen sorprendre'l i dur-lo a la casa on es va filmar la trilogia. Cap d'ells sospita que s'estan dirigint a una trampa mortal. El que una vegada havia estat un somni d'infantesa aviat es convertirà en un autèntic malson...

## Repartiment
- Mathieu Berger
- Thalia Besson
- Lola Andreoni
- Mikaël Halimi
- Yann Mendy
- Jade Pedri
- Vadim Agid
- Marceau Ebersolt
- Ludovic Berthillot

## Producció
El rodatge principal va començar en secret a l'estiu del 2020 a Normandia, on es van filmar les pel·lícules originals i utilitzant la mateixa casa, entre el primer i segon confinament durant la pandèmia de COVID-19. Durà 33 dies.

## Estrena
L'estrena d'Arthur, malédiction està planificada per Apollo Films i EuropaCorp Distribution a França pel 29 de juny de 2022. És la primera pel·lícula de la saga que EuropaCorp co-distribueix amb una altra empresa.

## Controvèrsia
Després es va anunciar que seria una pel·lícula de terror, en lloc d'una pel·lícula infantil. Els fans es van indignar completament i ràpidament ho van odiar abans del llançament. deu celebritats van sortir per donar suport als fans i criticar Luc Besson per la seva decisió, incloent Jimmy Fallon (que va protagonitzar la primera pel·lícula), Craig Ferguson, Julie Andrews, Lindsay Lohan, Chris Evans, Jessica Chastain, Dwayne Johnson, Zach Braff, Jonathan Ross i Edgar Wright.